# 신시내티 모호크스
| 신시내티 모호크스 |                                                                   |
| 콘퍼런스          |                                                                   |
| 디비전            | 웨스트 디비전 (1949년~1952년)                                     |
| 설립연도          | 1949년                                                            |
| 해체연도          | 1952년                                                            |
| 역사              | 워싱턴 라이온즈 (1941년~1949년) 신시내티 모호크스 (1949년~1952년) |
| 경기장            | 신시내티 가든                                                     |
| 연고지            | 오하이오주 신시내티                                               |
| 상징색            | 빨강, 하양, 검정                                                  |
| 구단주            |                                                                   |
| 단장              |                                                                   |
| 감독              |                                                                   |
| NHL 제휴          |                                                                   |
| ECHL 제휴         |                                                                   |
| 정규시즌 우승     |                                                                   |
| 콘퍼런스 우승     |                                                                   |
| 디비전 우승       |                                                                   |
| 칼더 컵           |                                                                   |
| 영구 결번         |                                                                   |

신시내티 모호크스(Cincinnati Mohawks)는 미국 오하이오주 신시내티를 연고지로 하는 1947년부터 1952년까지 AHL 소속되었던 아이스 하키팀이다.

## 역대 홈경기장
| 신시내티 모호크스 |               |          |                     |      |
| 경기장            | 사용기간      | 수용인원 | 장소                | 비고 |
| 신시내티 가든     | 1947년~1952년 | 8,016명  | 오하이오주 신시내티 | 빈칸 |